# I. Skorpió
I. Skorpió (vagy „Udzs”) az ókori Egyiptom egyik korai, valószínűleg csak Felső-Egyiptom felett hatalommal bíró uralkodója. I. e. 3200–3100 körül élt a predinasztikus korszakban. Általában a 0. dinasztiába sorolják. Neve Szelket istennőre utal. Lehetséges, hogy azonos II. Skorpióval.

## Uralkodása
Skorpió sírja az Abüdosz melletti Umm el-Kaáb temető legrégebbi ismert királysírja. Feltárója, Günter Dreyer egy elefántcsontból készített heka-jogart talált benne. Ez a legelső ismert hatalmi jelkép. Sokan feltételezik, hogy Skorpió volt az első igazi uralkodó Egyiptomban, a neheni dinasztia alapítója. A sírban elefántcsont-lapokra karcolt képek városneveket tartalmaznak, köztük alsó-egyiptomiakat. Ebben Dzserre emlékeztet, akinek sírjában szintén feltűnnek Per Uadzset és Szau városokra utalások.
Ezek alapján feltételezik, hogy Skorpió hadjáratot vezetett Észak ellen. Egy szintén itt talált név (Bika) alapján felső-egyiptomi riválisok is feltehetők. Más elképzelés szerint a településnevek a kereskedelmi partnereket jelzik. Bármelyik is igaz, az látszik valószínűnek, hogy Skorpió hatalma Abdzsu, Nagada, Nehen és Abu körzetére kiterjedt, és kapcsolatban állt a Deltavidékkel is.

## Sírja

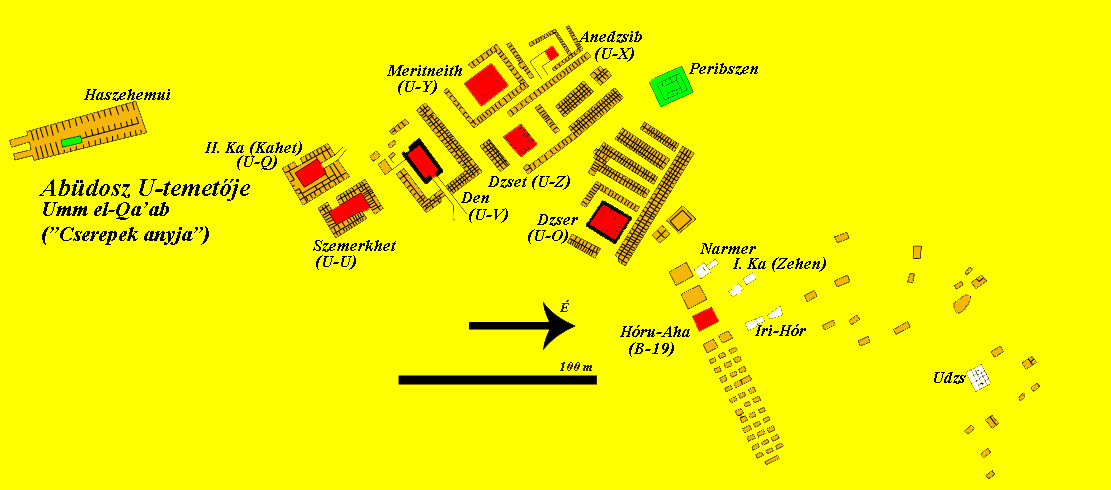
Az Abüdosz melletti Umm el-Kaáb temetője

A sírt 1988-ban Günter Dreyer és Werner Kaiser fedezték fel. Az Umm el-Kaáb temetőt röviden U-ként jelölik, ebben a j-jelet kapta, így U-j sírként ismert. Ezért Skorpiót néha Uj (azaz Udzs) néven is említik. Uralkodósírkénti azonosítását egy itt talált jogar erősítette meg.
A temető predinasztikus részében az U-j sír a legnagyobb méretű, leggondosabban épített és legtagoltabb szerkezetű. Tizenkét helyiségből álló ház alaprajza szerint építettek falakat az előre kiásott szögletes gödörbe. Eredetileg kilenc kisebb helyiséget alakítottak ki, majd a keleti végében hozzátoldották a sírkamrát és még két kis kamrát.
Ez a sírtípus a négyzetes veremsír, korábban ismeretlen nagyságrendű, 8×10 méteres. Az egyik helyiségben faácsolatú kápolnát állítottak fel, belső udvara van és a helyiségek között álajtók nyílnak, azaz „falnyílásokkal” kapcsolódnak össze a helyiségek. Maga a sírkamra 2,9×4,7 méteres. A palotát utánzó sírépítmény az előkelőség körében az óbirodalom végéig élő divat maradt.
A sír átmenetet képez a veremsírok és a masztabák között. A földbe vájt alépítményt a föld felett fából ácsolt emelvény fedte, amelyet Dreyer kétlépcsős, masztabaszerű építményként rekonstruált. A végén valószínűleg földhalom is került rá, így végső kinézetében nem különbözött a korábbi tumulusoktól. A gödör körülbelül két méter mély, agyagtéglával bélelték a padlószinttől másfél méter magasságig.

## Titulatúra
A fáraók titulatúrájának magyarázatát és történetét lásd az Ötelemű titulatúra szócikkben.
| G5 |

| G5 |

|  |
|  |
|  |

| G5 |

| G5 |

|  |
|  |
|  |